# Moskovska šola ekonomije
Moskovska šola ekonomije (rusko Московская школа экономики) je javna fakulteta, ki ponuja študij ekonomije in deluje v sklopu Moskovske državne univerze; ustanovljena je bila leta 2004.